# Tour de la Sécurité Sociale
 (mars 2018).
Si vous disposez d'ouvrages ou d'articles de référence ou si vous connaissez des sites web de qualité traitant du thème abordé ici, merci de compléter l'article en donnant les références utiles à sa vérifiabilité et en les liant à la section « Notes et références ».
La Tour de la Sécurité Sociale est un immeuble de grande hauteur (IGH) situé dans le quartier du Colombier à Rennes, non loin de la gare.
Cet immeuble de bureaux fut bâti selon une architecture issue du courant du brutalisme, très en vogue entre les années 1950 et les années 1970. La façade jaune clair se distingue notamment par l'alignement continu des fenêtres à chaque étage, ainsi que par l'absence d'ornements et le caractère « brut » du béton.
La tour a été construite en 1973 par l'architecte et maître d'œuvre Paul Pothier lors du commencement de l'importante opération d'aménagement du quartier Colombier situé en centre-ville de Rennes. Il s'agit du plus haut immeuble de bureaux de la ville avec 66 m de hauteur et 19 étages, si l'on considère uniquement la hauteur du toit. Le toit n'est pas accessible au public et le bloc supérieur abrite les locaux techniques. Avec la prise en compte de la hauteur de l'antenne, l'immeuble Le Mabilay (1973) culmine à 25 m pour une antenne à 83 m.
Cette tour fait face à la Tour de l'Éperon, deuxième plus haute tour d'habitation de Rennes, et du centre culturel des Champs Libres. Elle accueille le siège de la CPAM d'Ille-et-Vilaine, d'où sa dénomination « Tour de la Sécurité Sociale ». Un complexe de cinémas a été construit au pied de la tour et donnant sur l'Esplanade Charles de Gaulle. À proximité se trouvent d'autres équipements culturels et universitaires comme la salle de spectacles et de concerts Le Liberté, la Cité Internationale Paul Ricœur, le 4 bis, et la Chambre des Métiers et de l'Artisanat.

## Différentes vues

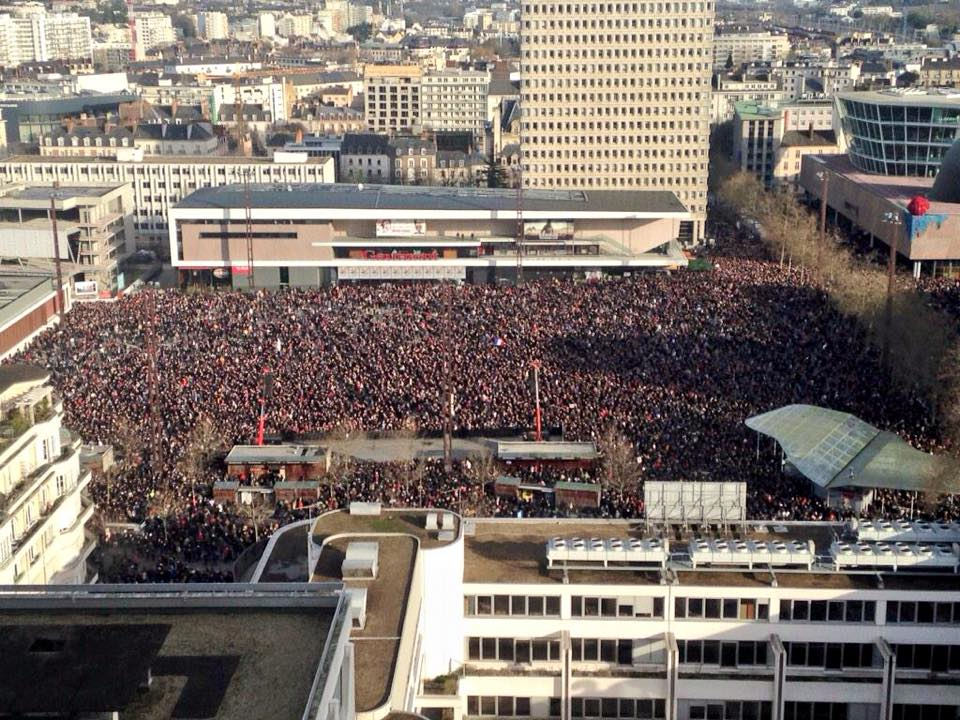
Tour de la Sécurité Sociale vue depuis la Tour de l'Éperon